# ميخائيل لوبو (مؤرخ)
ميخائيل لوبو (بالإنجليزية: Michael Lobo)‏ هو مؤلف ومؤرخ هندي، ولد في 12 سبتمبر 1953 في مانغلور في الهند.